# جيري بيرغر
جيري بيرغر (بالإنجليزية: Jerry Berger)‏ هو صحفي أمريكي، ولد في 30 يونيو 1933.